# ناحیه‌های مالاوی
کشور مالاوی شامل ۲۸ ناحیه می‌شود.
- منطقه مرکزی
  - ۱ – ددزا
  - ۲ – دووا
  - ۳ – کاسونگو
  - ۴ – لیلونگوه
  - ۵ – مچینجی
  - ۶ – نخوتاکوتا
  - ۷ – نتچئو
  - ۸ – نتچیسی
  - ۹ – سالیما
- منطقه شمالی
  - ۱۰ – چیتیپا
  - ۱۱ – کارونگا
  - ۱۲ – لیکوما
  - ۱۳ – مزیمبا
  - ۱۴ – نکهاتا بای
  - ۱۵ –  رامفی
- منطقه جنوبی
  - ۱۶ – بالاکا
  - ۱۷ – بلانتایر
  - ۱۸ – چیکواوا
  - ۱۹ – چیرادزولو
  - ۲۰ – ماچینگا
  - ۲۱ – مانگوچی
  - ۲۲ – مولانجه
  - ۲۳ – موانزا
  - ۲۴ – نسانجه
  - ۲۵ – تیولو
  - ۲۶ – پهالومبه
  - ۲۷ – زومبا
  - ۲۸ – ننو